# ルイ6世 (フランス王)
ルイ6世（Louis VI, 1081年12月1日 - 1137年8月1日）は、フランス・カペー朝の第5代国王（在位：1108年 - 1137年）。第4代国王フィリップ1世と最初の王妃ベルト・ド・オランドの子。肥満王（le Gros）または戦士王（le Batailleur）と呼ばれた。
強力なイングランド王ヘンリー1世、ローマ皇帝ハインリヒ5世に挟まれながらフランス王権の防衛に努めた。

## 生涯
洗礼名はルイ＝ティボー。フランス王フィリップ1世と初婚の王妃ベルトの間に生まれた4人の息子の長男で、聖職者になった三男シャルルを除き唯一成人した王子であった。
父王フィリップ1世は1092年にルイの母ベルトと離婚し、有夫の身であったベルトラード・ド・モンフォールと再婚したが、これを巡ってローマ教皇ウルバヌス2世と対立し、破門を受けて父は醜聞により権威を失った。そのため、ルイは王になる前から国の実権を握っていた。
その同年、当時ルイは10歳程だったが、父王フィリップからにヴェクサン、マントとポントワーズの町の統治を任され、イングランド王ウィリアム2世の攻撃からこれらの領を守らなければならなくなった。
宮廷に居場所がなかったルイは所領の町ポントワーズにて独りで暮らし、寝具の毛布すら与えられず、マントに身を包んで眠る有様であった。幼少期をサン＝ドニ修道院付属サン＝ドニ・ド・レストレ僧院学校（ドイツ語版）で過ごし、そこで生涯の友シュジェールと出会う。
ルイは12歳前後の頃に王宮に戻るが、継母ベルトラードは彼女の実子である異母弟妹達は可愛がったが、ルイは明らかに冷遇された。
1098年、ルイは母ベルトの又従兄にあたるポンチュー伯ギー1世（フランス語版）によりアブヴィルにて騎士の称号を授けられ、宮廷から遠く離れた場所で青年期を過ごした。
後にルイは1101年から1105年にかけ、ヴェルマンドワ伯にもなっている。
1100年にルイが病床の父フィリップ1世から王太子に指名された後、継母ベルトラードは、ルイが旅でイングランドのロンドンに滞在した際、勅令によって町に留め置こうとした。さらにルイが帰国すると、ベルトラードは3人の修道士にルイ王太子暗殺を依頼したと伝えられる。この陰謀は間一髪で発覚したが、1101年に起きた毒殺未遂事件は防ぐことができず、ルイは毒に倒れ、ユダヤ人医師の治療技術により一命を取り止めた。
その後ルイは、1104年にロシュフォールの有力な譜代モンレリ家の分家ロシュフォール家のフランス王国セネシャルギー1世の娘リュシエンヌと結婚することで、ベルトラード王妃派の権力に対抗した。王太子妃リュシエンヌはベルトラードの息子フィリップ王子の義父モンレリ卿ギー2世の従妹にあたる。ベルトラードは息子をイル・ド・フランスで最も有力なモンレリ家の女性相続人エリザベートと結婚させることで、一族を自分の味方に引き込もうとしたが、ルイもモンレリ家筋の女性と結婚したため、この試みは徒労に終わった。さらに、ルイはベルトラードと公に和解し、継弟フィリップにマント伯領を結婚祝いとして贈与した。
1108年、父王の崩御により王位に即いた。ルイ6世はフランス諸侯の反乱に苦しめられたが、幼少時からの親友シュジェール（聖職者で、サン＝ドニ大修道院院長）を政治顧問として重用し、宗教政策による諸侯の統率、父の代から対立するイングランドとの交渉などを行なって、国内の安定化に努めた。
1108年8月3日、父王フィリップ1世崩御後、サン＝ブノワ＝シュル＝ロワール修道院に父が埋葬された直後にルイの戴冠式と叙任式はオルレアンで急遽行われ、サンスの大司教ダンベールによって執り行われた。この時すでにルイは、モンレリ家及びモンフォール家の広範な反対勢力の蜂起に直面していたからである。
フランス王戴冠の伝統的な聖別式場であるランスでは当時のランス大司教候補が2分し、亡父フィリップ1世から任命されたジェルヴェ・ド・ルテル（フランス語版）が就任したが、教会及び教皇パスカリス2世と支持を得られず、わずかな期間で解任され、緑のラウル（フランス語版）が就任する事件が起こっており、聖別式を執り行うことができず、教皇庁はランスの教区に勅令を出した。
さらに、ランスではルイは継弟フィリップと彼と同盟関係にあったブロワ伯ティボー4世の支配下に置かれていたため、十分な安全が確保されいなかった。
戴冠式には王家の重臣たちはほとんど出席しなかったが、これはルイ6世の前の代でフランス王家の権威及び名声が最低の状態にあったことを示している。
しかし、ルイはオルレアンにてルイ6世として戴冠し、継母ベルトラードの野望は潰えた。ルイは、ベルトラードに亡父フィリップ1世の遺産を売却することを許し、その収益でフォントヴロー修道院に属するオート＝ブリュイエール修道院を設立し、そこに隠棲することを許した。継弟フィリップからマント伯領及びその他要塞の押収と引き換えに、フィリップを放免とした。
とはいえ、ルイは治世の初めから支配の存続をかけて戦わなければならなかった。彼の実際の領土である王領は、オルレアン、パリ、サンリスを中心とするイル・ド・フランスに限られていた。この領土の周囲には、北はノルマンディーとフランドル、東はシャンパーニュ、西はアンジューとブルターニュ、南はアキテーヌといった強力な封建諸侯領があった。これらの地方領主たちは、国王を形式的に自分たちの主君として認めているだけで、独立した政策を取っていた。
フランス王は実質部分的な支配者に過ぎず、町と町を結ぶ道路はそのほとんどが強盗騎士のように振る舞う強力な城主が支配しており、密接な関係にあった。
最も有力だったのは元妃リュシエンヌの実家モンレリ＝ロシュフォール家で、彼らはモンレリ、ロシュフォール＝アン＝イヴリーヌ（フランス語版）、ブレイ＝シュル＝セーヌ（フランス語版）、クレシー＝アン＝ブリー（フランス語版）等に城を持ち、またその親族間での繋がりも広く、父王フィリップ1世の代から王宮に圧倒的な影響力を及ぼしていた。ルイ自身、王国のセネシャルであるギー1世の娘リュシエンヌと結婚し、その実兄ユーグ・ド・クレシーは1106年に父から容易にセネシャル職を引き継いだ。ベルトラードを無力化したルイは、今度はモンレリ家の勢力の無力化を図った。
その手始めに1104年、リュシエンヌとルイの間には子が無く、ルイは血縁関係を理由として婚姻の無効を訴えた。教皇パスカリス2世の要請により、トロワ公会議にて訴えは有効とされ、離婚となった。
リュシエンヌの実家の父ギー1世と兄ユーグを反乱に駆り立て、ルイは1108年に彼らの居城であったグルネー城を包囲・占領した。その少し後にギー1世が死去したが、モンレリ＝ロシュフォール家の反逆が弱まることはなかった。
ルイはユーグが王への反逆により退いたセネシャル職の後任をアンソー・ド・ガルランド（フランス語版）とした。アンソー・ド・ガルランドはモンレリ家と婚姻関係にあったが、ルイの忠臣であった。ユーグはル・ピュイゼ領主ユーグ3世（フランス語版）と同盟を結び、シャルトル周辺を荒らした。
1109年、ルイはラ・ロッシュ＝ギュイヨン城を占領し、1111年にはル・ピュイゼ城を破壊し、ユーグ3世を捕らえてシャトー＝ランドンに幽閉した。王は自らの地位を強化するため、ル・ピュイゼから2キロメートル離れた場所にトゥーリー城を築いている。
ルイはその直後、ムラン伯ロベール1世(フランス語版)が、王室軍の領内侵入に対する報復としてパリのシテ島を攻撃し略奪したことで、深刻な打撃を受けた。
1112年、パリとオルレアンの間に位置する戦略上重要な町コルベイユの統治者コルベイユ伯オドが死去したことで事態が悪化した。
ルイはこれを機会をとし、コルベイユを定住領としたが、そうすることで相続権を主張していたブロワ家のティボー4世を敵に回すことになった。同時にルイは、コルベイユの領有権を放棄したル・ピュイゼ領主ユーグ3世を釈放するという過ちを犯した。一旦自由の身となったユーグは、もはやこの件について何も知ろうとせず、再び反乱軍と同盟を結んだ。この苦境の中、ルイはフランドル伯ロベール2世と同盟を結び、軍を率いて進軍した。ユーグ3世はこれに乗じてトゥーリ城を包囲したが、ルイは軍を引き返し、トゥーリ城を奪還した。その後、従弟にあたるヴェルマンドワ家ラウル1世との戦いに勝利し、ル・ピュイゼ領主ユーグ3世、ユーグ・ド・クレシー、ブロワ家のティボー4世、ロシュフォール伯ギー1世、ラウル・ド・ボージャンシー（フランス語版）らと、ル・ピュイゼ領を再び滅ぼし、領主ユーグ3世を捕らえた。しかしその見返りとして、ブロワ伯は王家の同盟者フランドル伯ロベール2世をモーで討ち、殺害した。
しかし最終的には、1114年にロシュフォール伯ギー2世とユーグ・ド・クレシー父子をグルネー城に幽閉し、服従させたルイが勝利した。こうしてモンレリ家は滅亡し、モンレリ家の財産は王家に分割された。ルイはモンレリ、ゴメッツ、シャトー＝フォールを王領とし、ロシュフォール伯領は自分の忠臣アンソー・ド・ガルランドに分け与え、グルネーは五男の王子ロベールに、ブレイ＝シュル＝セーヌはブロワ伯ティボー4世に、クレシー＝アン＝ブリーはシャティヨン家に、それぞれ補償として与えた。ユーグ・ド・クレシーはクリュニー修道院に修道僧として入った。
1118年、ルイの攻撃を受けた際、ル・ピュイゼ領主ユーグ3世は自分の大叔父にあたるアンソーを殺害した後、再び反乱を起こしたが、ユーグ3世も降伏を余儀なくされた。その後、ル・ピュイゼ領主ユーグ3世はパレスチナに亡命し、そこで亡くなった。
さらに、諸侯の統率は今ひとつまとまっていなかったため、時のローマ皇帝ハインリヒ5世の侵攻を受ける。フランスは危機に陥ったが、シュジェールは聖ドニの軍旗である「オリフラム」を掲げることで、信仰心ということからフランスの諸侯を参集させてまとめ上げ、これを撃退することに成功した。また、シュジェール主導のもと、修道院改革なども行なわれている。
1137年、2番目の妻アデル・ド・サヴォワとの間の次男で、早世した長男フィリップに代わって1131年から共同王位についていたルイ7世（若年王）と、南フランスに広大な領土を占めるアキテーヌ公領の相続人エレアノール（アリエノール）との婚姻を決めた後、赤痢に感染しベティシー＝サン＝ピエールにて崩御した。
ルイ6世の治世はそれまでの権力基盤が脆弱で、形式上の王家という程度の権威しか無かったカペー朝が実質的なフランスの君主としての影響力を持ち始める転機となった。その後の王朝は息子ルイ7世の治世を挟み、孫のフィリップ2世の代に至って飛躍的な権力拡大を遂げ、名実ともにフランスの主として君臨する事になる。

## 子女
王妃アデル・ド・サヴォワとの間に以下の子女がいる。
- フィリップ（1116年 - 1131年） - フランス共同王
- ルイ7世（1120年 - 1180年） - フランス王
- アンリ（1121年 - 1175年） - ランス大司教
- ロベール1世（1123年 - 1188年） - ドルー伯、ドルー家の祖
- コンスタンス（1124年 - 1176年） - ブローニュ伯ウスタシュ4世と結婚、後にトゥールーズ伯レーモン5世と再婚
- フィリップ（1125年 - 1161年）
- ピエール1世（1126年 - 1180年） - クルトネー領主、クルトネー家の祖

王太子時代、王室の厩務員長であったブルイエ・ドゥルダン卿ルノーの娘マリー・ド・ブルイエを妃リュシエンヌと結婚する前に一時愛人としており、別れた後に産まれた庶子が一女いる。
- イザベル（1105年 - 1175年） - ランクール＝サン＝ピエール女卿、ヴェクサンのショーモン＝ギトリ卿ギヨーム1世(仏語版)と結婚